# HD 116243
HD 116243 (m Centauri) é uma estrela na constelação de Centaurus. Tem uma magnitude aparente visual de 4,52, sendo visível a olho nu em locais sem muita poluição luminosa. Com base em medições de paralaxe, está localizada a aproximadamente 244 anos-luz (75 parsecs) da Terra. A essa distância, sua magnitude é diminuída em 0,20 devido à extinção causada por gás e poeira no meio interestelar.
m Centauri tem um tipo espectral de G6II, o que indica que é uma estrela evoluída classificada como uma gigante luminosa. Tem um raio de 5,6 vezes superior o solar e está brilhando com 91 vezes a luminosidade solar. Sua fotosfera irradia essa energia a uma temperatura efetiva de 5 177 K, conferindo à estrela a coloração amarelada típica de estrelas de classe G. Não possui estrelas companheiras conhecidas.